# Alfonso Montemayor
Alfonso Montemayor Crespo (28 d'abril de 1922 - 22 de novembre de 2012) fou un futbolista mexicà.

## Selecció de Mèxic
Va formar part de l'equip mexicà a la Copa del Món de 1950.